# Aulaconiscus caecus
Aulaconiscus caecus là một loài chân đều trong họ Scleropactidae. Loài này được Taiti & Howarth miêu tả khoa học năm 1997.